# Betty Lambert
Betty Esther Charlotte Laure Lambert (* 22. März 1894 in Brüssel; † 29. Oktober 1969 in Genthod) war die Tochter von Léon Lambert (1851–1919), Baron und Financier aus Brüssel, und Zoé Lucie Betty de Rothschild aus Paris. Sie selbst war im Zweiten Weltkrieg als Fluchthelferin aktiv.

## Leben
Betty Lambert vertritt die fünfte Generation der Rothschild-Dynastie, deren Begründer Mayer Amschel Rothschild (bis 1902 Meyer) und Gutle Schnapper waren. Sie hatte die drei Geschwister Claude Cécile Jenny Betty Adèle Lambert (1884–1971), Henri Louis Samuel Philippe Gustave Lambert (1887–1933) und Renée Eléonore Juliette Lambert (1899–1987). Mit Rudolf Max Freiherr von Goldschmidt-Rothschild (1881–1962), einem Cousin dritten Grades, wurde Betty im Alter von 17 Jahren von ihrem Großvater Gustave de Rothschild und ihrem Vater Léon Lambert 1911 nach Frankfurt am Main verheiratet. Ihr Schwiegervater war Maximilian von Goldschmidt-Rothschild.
1913 brachte Lambert in Frankfurt ihren ersten Sohn zur Welt: Ferdinand Wilhelm Maximilian Gustav von Goldschmidt-Rothschild (1913–1976, Rufname: Bubbles), 1917 Alexis Karl Erich Rudolf von Goldschmidt-Rothschild (1917–1997). Nach dem Ende des Ersten Weltkrieges trennte sie sich von Rudolf mit einer Scheidung, die 1921 vollzogen wurde, um Ende 1921 in London den Schweizer Bernburger Johann-Jakob (Jean-Jacques) Arthur Alfons von Bonstetten (1897–1975) zu heiraten.
Als Baronne de Bonstetten kaufte sie 1922 die Campagne Bellerive im Gwatt, einen sich im südlichen Quartier in der Stadt Thun befindlichen Berner Patrizier-Landsitz mit einer Parkanlage (heute Bonstettenpark/Bonstettengut,) samt Seeanschluss und direkter Aussicht auf die Berner Oberländer Berge. Diesen Sommersitz am Thunersee hatten Jean-Jacques von Bonstettens Vater, Ulrich Walther Maximilian Baron von Bonstetten (1867–1949), und seine Frau Caroline Madeleine Boissier (1874–1934, geschieden seit 1915) im Jahr 1898 erworben. Betty Lambert finanzierte Sanierungsarbeiten und Umbauten an der Campagne Bellerive sowie die Zukäufe an Land und Gebäuden. 1923 gebar Lambert die Tochter Ynes de Bonstetten (1923–2012). Im Sommer 1930 jagte sie ihren Mann fort, den sie als Dandy und Spieler erlebte. Die Scheidung wurde am 27. April 1933 für rechtsgültig erklärt.
Drehscheibe gegen Nazideutschland
Nachdem Hitler 1933 die Macht übernommen hatte, begannen die Beschlagnahmungen und die erzwungenen Verkäufe des Besitzes von Betty Lamberts Familie, Verwandten und Freunden in Deutschland und bald auch in Belgien, Frankreich und Österreich. Mit den Jahren entwickelte sich Betty Lamberts «Gwatt» zu einer bekannten Adresse in ihren Kreisen und für Menschen auf der Flucht, für Diplomaten und US-geschützte Geheimdienstleute. Geschickt nutzte die Baronin ihr Netzwerk, half mit Geld, Unterschriften und Kontakten und wirkte als stille Drehscheibe gegen die NS-Diktatur. Ihr Gästebuch aus den Jahren 1937 bis 1960 umfasst rund 1200 Signaturen. Unter den Gästen befanden sich der Flüchtlingshelfer Eduardo Propper de Callejón, der Geheimdienstchef Allen Welsh Dulles, Fürst Rainier und Grace Kelly, sowie die Schauspielerin Greta Garbo, der Künstler Marc Chagall, der französische Romancier Romain Gary oder auch Alexander von Stauffenberg.
Flucht der Familienangehörigen in die Schweiz
Rudolf und seine drei noch lebenden Geschwister, Albert Maximilian (1879–1940), Lucy (1891–1977) und Erich (1894–1987), retteten sich 1938 in die Schweiz, wo sie sich im Exil ein neues Leben einrichteten. In den Kriegsjahren vermählten sich Lamberts erster Sohn Ferdinand von Goldschmidt-Rothschild 1941 mit Isotta von Wangenheim (1921–2001) und ihre Tochter Ynes 1942 mit Gérald Cramer, (1916–1991) in Thun. 1947 heiratete Lamberts zweiter Sohn Alexis von Goldschmidt-Rothschild Jacqueline Louise Solange de Graffenried-Villars (1927–2002). Lambert hatte insgesamt sieben Enkelkinder und mehrere Urenkel.
Nachkriegsjahre
Betty Lambert «Madame, la Baronne», wie sie von den Bediensteten und den Bewohnern im Gwatt genannt wurde, verkaufte Ende 1960 die Campagne Bellerive für 7,5 Millionen Franken an die Stadt Thun und den Kanton Bern. Gern wurde und wird der Landsitz, der seither im Volksmund als «Bonstettengut» und «Bonstettenpark» bekannt ist, auch «Schlösschen» genannt. Seit 1962 ist der Park öffentlich zugänglich. 1972 erhielt die Dreiflügelanlage eine Heizung, was sie ganzjährig nutz- und bewohnbar machte. Seit 1976 ist die Musikschule Region Thun dort eingemietet.